# マルモラ
マルモラ（伊: Marmora）は、イタリア共和国ピエモンテ州クーネオ県にある、人口約100人の基礎自治体（コムーネ）。

## 地理

### 位置・広がり

#### 隣接コムーネ
隣接するコムーネは以下の通り。
- カノージオ
- カステルマーニョ
- チェッレ・ディ・マクラ
- デモンテ
- マクラ
- プラッツォ
- サンブーコ
- ストロッポ

#### 地震分類
イタリアの地震リスク階級 (it) では、3s に分類される
。

## 行政

### 分離集落
マルモラには、以下の分離集落（フラツィオーネ）がある。
- Arata, Arvaglia, Biamondo, Brieis, Finello, Garino, Ponte Marmora, Reinero, San Sebastiano, Superiore, Sodà, Serre, Tolosano, Torello, Urzio, Vernetti (capoluogo)